# Iwona Konieczkowska
 (octobre 2012).
Iwona Konieczkowska, née en 1967, est une actrice et chanteuse polonaise.

## Biographie
Après des études à l'École nationale supérieure de théâtre PWST de Cracovie achevées en 1990, elle a commencé une double carrière de comédienne (essentiellement au théâtre, avec des participations ponctuelles à des films, à des téléfilms et à des séries télévisées) et de chanteuse de scène théâtrale ou de cabaret, avec différents types de récital.
En 1995, elle a remporte le Grand prix du Festival national de la Chanson française de Lubin, après avoir obtenu en 1994 le prix de la presse au Festival de la Chanson d'acteurs de Wrocław.
Iwona Konieczkowska-Jończyk joue régulièrement pour le Théâtre Stu de Cracovie et a participé à différents spectacles montés notamment au Théâtre Juliusz Słowacki de la même ville, ainsi qu'au Teatr Współczesny de Wrocław.
Elle interprète notamment des chansons françaises du XXe siècle, mais aussi des morceaux écrits spécialement pour elle par des auteurs-compositeurs. Parmi ses spectacles, on peut relever Naprawdę wolicie blondynki? (Vous préférez vraiment les blondes ?) ou Chwila ze mną...? Ze mną chwila...! (Un instant avec moi, avec moi un instant !),

## Filmographie
- 2010 : Cisza (pl) de Sławomir Pstrong

## Théâtre
Les années correspondent à la date de création
- 2008 : Szalone nożyczki (Shear Madness) de Paul Pörtner (1925–1984), au Théâtre Muzyczny de Gdynia.
- 2006 : Steeping out de Richard Harris (en) au Théâtre Komedia de Varsovie,  
  - La Mère de Witkacy au Théâtre Stu de Cracovie,
  - Le banc d'Aleksandr Gelman (pl)
- 2004  : Scenie przy Pompie au Théâtre Juliusz Słowacki de Cracovie (suivi d'une tournée dans toute la Pologne)
- 2003 : The Barry Sisters de Michaela Ronzoni au Théâtre Ludowy de Cracovie
- 2003 : avec Ariane Mnouchkine, Théâtre du Soleil[pas clair]
- 2002 : Opowieści jedenastu katów (Les Contes des onze bourreaux) de Łukasz Czuj au Théâtre Ludowy de Cracovie
- 1990-92 : Kosmos de Witold Gombrowicz au Théâtre Współczesny de Wrocław 
  - Markietanki, czyli kobiety na tyłach w walce o pokój de Bertolt Brecht, Pan Twardowski, Rozmowy przy wycinaniu lasu de Stanisław Tym, Théâtre STU de Cracovie,
- 1994 : Petit Déjeuner chez Tiffany de Truman Capote au Théâtre Juliusz Słowacki
- 1991-90 : La Vie tumultueuse de Lasik Roitschwanzen (Ilya Ehrenbourg) Théâtre Bagatela de Cracovie, 
  - The Rose and the Ring de W.M. Thackeray